# József Pálinkás
József Pálinkás (1 de janeiro de 1912 - data de falecimento desconhecida) foi um futebolista húngaro. 

## Carreira
József Pálinkás fez parte do elenco da Seleção Húngara de Futebol da Copa do Mundo de 1938. Ele não atuou.

## Ligações Externas
- Perfil em Fifa.com (em inglês)